# Natta lucipeta
Natta lucipeta är en spindelart som först beskrevs av Simon 1885 [1886.  Natta lucipeta ingår i släktet Natta och familjen hoppspindlar. Inga underarter finns listade i Catalogue of Life.